# Jan I van Brabant
Jan I (Leuven, 1252 - Bar-le-Duc, 3 mei 1294) was hertog van Brabant van 1267 tot 1294 en van Limburg van 1288 tot 1294.

## Biografie
Jan was een zoon van Hendrik III en Aleidis van Bourgondië. Hij was verder bekend als minnezanger. Jan I van Brabant volgde zijn mentaal gestoorde oudere broer Hendrik IV op, die door zijn moeder-regentes van de troon was geweerd. Hij huwde in 1273 met Margaretha van Dampierre, dochter van de Vlaamse graaf Gwijde van Dampierre. Zijn eerste vrouw, Margaretha van Frankrijk, een dochter van Lodewijk IX van Frankrijk, overleed in 1271 na amper één jaar huwelijk in het kraambed. Jan was vader van:
- Godfried (1273/74 – na 13 september 1283)
- Jan II van Brabant (1275-1312)
- Margaretha van Brabant (1276-1311), die in 1292 huwde met keizer Hendrik VII (1275-1313)
- Maria, die in 1305 huwde met graaf Amadeus V van Savoye (1253-1323)

Jan I was een krachtige heerser die zijn gebied aanzienlijk vergrootte. Hij kondigde ook een algemeen landrecht af en reorganiseerde de administratie van zijn vorstendom. Zijn pogingen de Brabantse invloed tussen Maas en Rijn te versterken brachten hem onder meer in botsing met de machtige aartsbisschop van Keulen. Omdat zijn Rijnpolitiek strookte met hun handelsbelangen, kon hertog Jan rekenen op de financiële steun van de Brabantse steden. Zijn belangrijkste aanwinst was het hertogdom Limburg, samenvallend met het noordoosten van de huidige Belgische provincie Luik en het zuiden van de Nederlandse provincie Limburg, en genoemd naar de burcht Limburg aan de Vesder. Toen de kinderloze hertogin Irmgard van Limburg in 1283 overleed, kocht Jan I het opvolgingsrecht van een van haar erfgenamen. Dat was niet naar de zin van haar weduwnaar Reinoud I van Gelre. Het verzet werd echter tijdens de Slag bij Woeringen (5 juni 1288) gebroken, waarna het hertogdom Limburg definitief aan Jan I werd toegewezen.
De weerbots van zijn expansiepolitiek kwam in de jaren 1290-1293. De schatkist was leeg en buitenlandse schuldeisers begonnen koopwaar uit Brabant aan te slaan en handelaars te arresteren. Er vormde zich een stedenbond die met Jan I onderhandelde over het toestaan van beden om de schulden te delgen. De hertog verleende als tegenprestatie een tiental stedencharters, in teksten die telkens zeer gelijkluidend waren. Ook de abdijen en kloosters droegen bij, terwijl de adel akkoord ging met een vermogensbelasting van 5%. In deze context verscheen voor het eerst, als garantie tegen niet-naleving, een ongehoorzaamheidsrecht dat de feodale context oversteeg en zou uitgroeien tot een hoeksteen van het Brabants constitutionalisme. De oorkonden waren veelal in het Nederlands opgesteld, en niet meer in het Latijn zoals onder de vorige hertogen. Onder het bewind van hertog Jan I verschoof ook het Brabantse politieke centrum van Leuven naar Brussel.
Jan I staat bekend als een levensgenieter en minnaar van muziek, zang en dichtkunst. Aan zijn hof weerklonk Nederlandse, Duitse en Franse literatuur. Zelf schreef hij Minnesang in een Duits getinte taal. Bekend is zijn lied Eins meien morgens fru met het Occitaanse zinnetje Harba lori fa ('De morgen is voor hen aangebroken'). Zijn hartstocht voor jachtpartijen en gewelddadige riddertoernooien moest de hertog echter met de dood bekopen: hij verongelukte tijdens een toernooi in Bar-le-Duc. Hij werd begraven in de minderbroederskerk in Brussel, volgens de bronnen more teutonico, d.w.z. dat zijn lijk was gekookt. De resten van zijn graf zijn nog te zien in het ondergrondse museum Bruxella 1238 naast het beursgebouw, dat op de plek is gebouwd van het voormalige minderbroederklooster.

## Nakomelingen
Jan I van Brabant had ook talrijke erkende bastaarden:
- In 1272 werd uit een relatie met Janneke Pijllijser (1253°-1297+) een zoon Jan Pijllijser geboren.
- In 1273 werd uit een relatie met Johanna van der Balct, een zoon Gilles van der Balct geboren.
- In 1275 werd uit een relatie met Aleydis van der Plas (dienstmeisje op kasteel), een zoon Jan van der Plas geboren.

Van andere bastaarden zou Jan I eveneens de natuurlijke vader zijn:
Jan Meeuwe, Margareta van Tervuren en Jan van Mechelen. Al zijn de historici het niet eens over alle bastaarden (zoals over Jan van Mechelen).

## In de populaire cultuur

### Volkslied
In een bekend Brabants volkslied wordt hertog Jan vereerd.

### Bier
Er wordt wel beweerd dat 'Hertog Jan' zijn naam gaf aan de legendarische gulle en goedlachse bierkoning Gambrinus. Deze naam zou ontstaan zijn door een volkse verbastering van een combinatie van de Nederlandse voornam Jan en zijn Latijnse volgnummer ('Jan primus' = Jan de eerste). In werkelijkheid ontstond de legende van Gambrinus in de 16e eeuw in het Duitse taalgebied, en deze vorst heette aanvankelijk 'Gambrivius', wat pas later tot 'Gambrinus' verbasterde. De naam is afgeleid van een door de Romeinse geschiedschrijver Tacitus genoemd Germaans volk, de Gambriviërs. De foutieve connectie tussen Gambrinus en Hertog Jan werd pas in de 19e eeuw door Belgische en Duitse amateurhistorici gelegd. In werkelijkheid is er geen enkele historisch bewijs dat hertog Jan I van Brabant zelfs maar bier gedronken zou hebben.
Desondanks wordt een afbeelding van Jan I van Brabant gebruikt als logo voor het Belgische biermerk Primus. Op het logo van het Nederlands biermerk Hertog Jan staat hij afgebeeld als bebaarde vorst in hermelijnen mantel die een grote pul bier heft.

## Fotogalerij

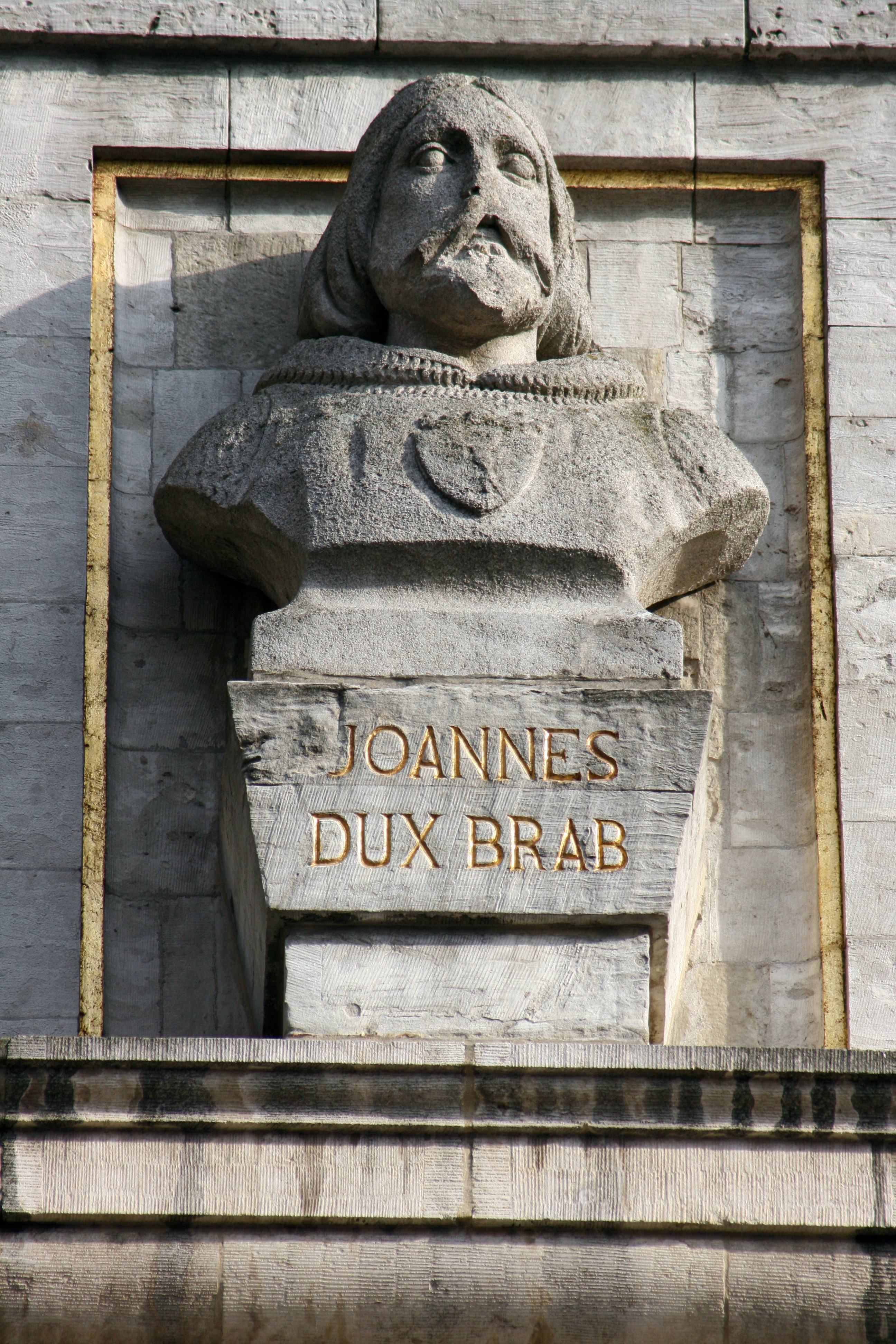
Borstbeeld van Jan I van Brabant (Grote Markt, Brussel)
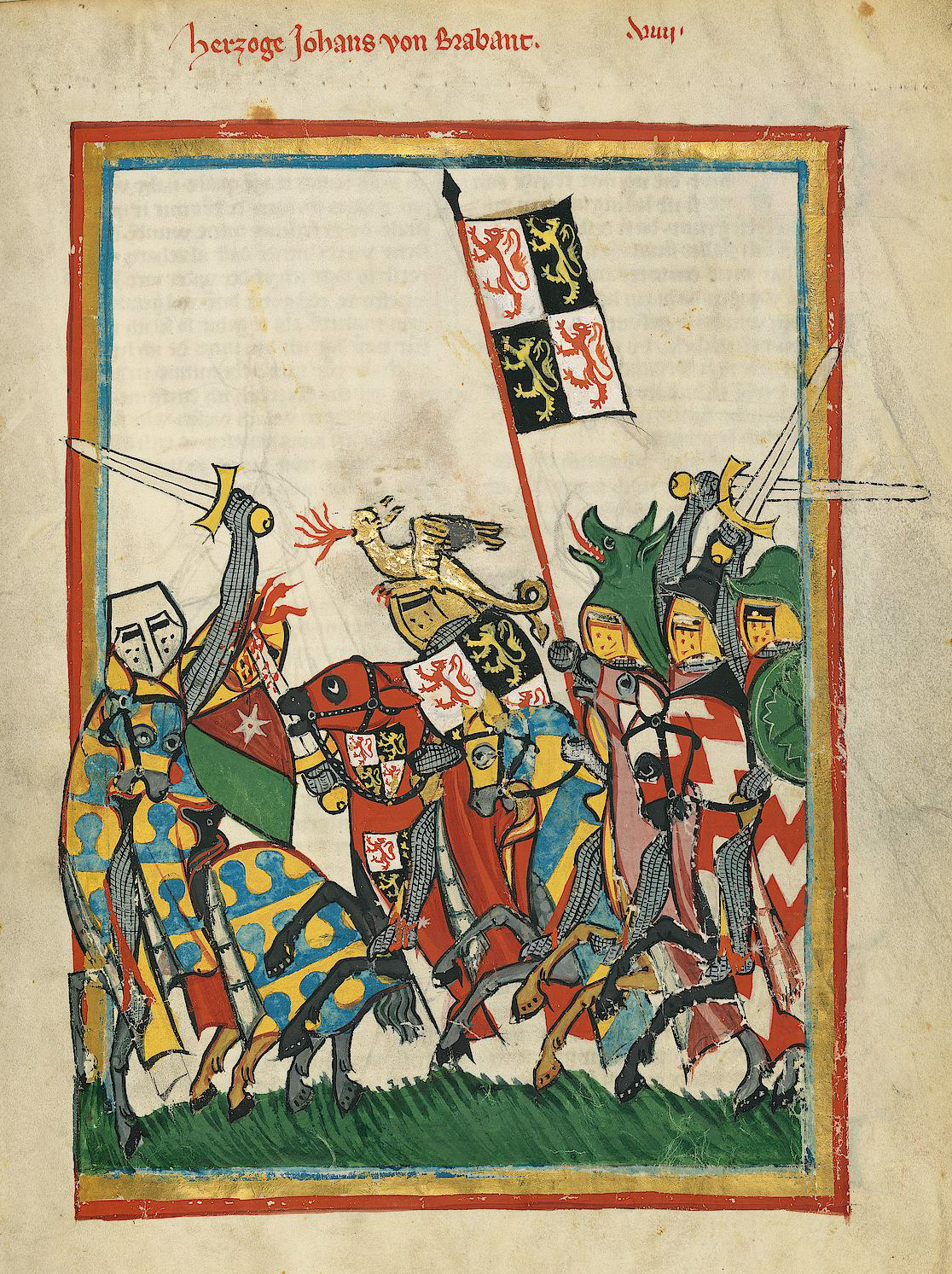
Jan I in de Codex Manesse (1305-1315)
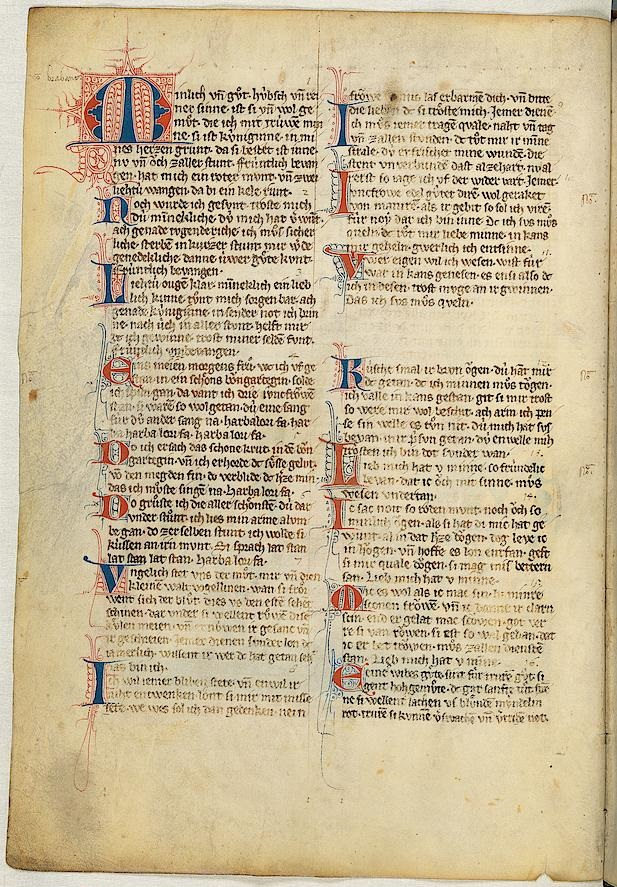
Het lied van hertog Jan
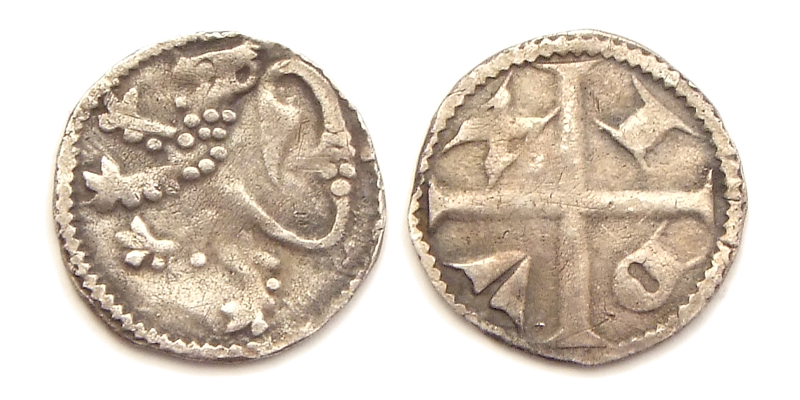
Zilveren denier van Jan I, geslagen in Leuven na 1282.

## Voorouders
| Voorouders van Jan I van Brabant | Voorouders van Jan I van Brabant                                                 | Voorouders van Jan I van Brabant                                                 | Voorouders van Jan I van Brabant                                                 | Voorouders van Jan I van Brabant                                                 | Voorouders van Jan I van Brabant                                                 | Voorouders van Jan I van Brabant                                                 | Voorouders van Jan I van Brabant                                                        | Voorouders van Jan I van Brabant                                                        |
| -------------------------------- | -------------------------------------------------------------------------------- | -------------------------------------------------------------------------------- | -------------------------------------------------------------------------------- | -------------------------------------------------------------------------------- | -------------------------------------------------------------------------------- | -------------------------------------------------------------------------------- | --------------------------------------------------------------------------------------- | --------------------------------------------------------------------------------------- |
| Overgrootouders                  | Hendrik I van Brabant (1160-1235) ∞ Mathilde van Boulogne (±1161–1210)           | Hendrik I van Brabant (1160-1235) ∞ Mathilde van Boulogne (±1161–1210)           | Filips van Zwaben (1177-1208) ∞ 1197 Irena Angela (1177-1208)                    | Filips van Zwaben (1177-1208) ∞ 1197 Irena Angela (1177-1208)                    | Odo III van Bourgondië (1166-1218) ∞ 1299 Adelheid van Vergy (1182–1252)         | Odo III van Bourgondië (1166-1218) ∞ 1299 Adelheid van Vergy (1182–1252)         | Robert III van Dreux (1185-1234) ∞.1210 Eleonora van Saint-Valery-sur-Somme (1192-1250) | Robert III van Dreux (1185-1234) ∞.1210 Eleonora van Saint-Valery-sur-Somme (1192-1250) |
| Grootouders                      | Hendrik II van Brabant (1207-1248) ∞ Maria van Zwaben (1201-1235)                | Hendrik II van Brabant (1207-1248) ∞ Maria van Zwaben (1201-1235)                | Hendrik II van Brabant (1207-1248) ∞ Maria van Zwaben (1201-1235)                | Hendrik II van Brabant (1207-1248) ∞ Maria van Zwaben (1201-1235)                | Hugo IV van Bourgondië (1212-1272) ∞ 1229 Yolande van Dreux (1212-1248)          | Hugo IV van Bourgondië (1212-1272) ∞ 1229 Yolande van Dreux (1212-1248)          | Hugo IV van Bourgondië (1212-1272) ∞ 1229 Yolande van Dreux (1212-1248)                 | Hugo IV van Bourgondië (1212-1272) ∞ 1229 Yolande van Dreux (1212-1248)                 |
| Ouders                           | Hendrik III van Brabant (1231-1261) ∞ +/-1251 Aleidis van Bourgondië (1233-1273) | Hendrik III van Brabant (1231-1261) ∞ +/-1251 Aleidis van Bourgondië (1233-1273) | Hendrik III van Brabant (1231-1261) ∞ +/-1251 Aleidis van Bourgondië (1233-1273) | Hendrik III van Brabant (1231-1261) ∞ +/-1251 Aleidis van Bourgondië (1233-1273) | Hendrik III van Brabant (1231-1261) ∞ +/-1251 Aleidis van Bourgondië (1233-1273) | Hendrik III van Brabant (1231-1261) ∞ +/-1251 Aleidis van Bourgondië (1233-1273) | Hendrik III van Brabant (1231-1261) ∞ +/-1251 Aleidis van Bourgondië (1233-1273)        | Hendrik III van Brabant (1231-1261) ∞ +/-1251 Aleidis van Bourgondië (1233-1273)        |
| Jan I van Brabant (±1252–1294)   |                                                                                  |                                                                                  |                                                                                  |                                                                                  |                                                                                  |                                                                                  |                                                                                         |                                                                                         |

## Primaire bronnen
- Lob der ritterlichen Minne (circa 1320–1345), gedicht waarschijnlijk geschreven in de Elzas in de buurt van Straatsburg waarin Jan I van Brabant wordt verheerlijkt als voorbeeldig hoofs ridder.